# The Dean Martin Show
The Dean Martin Show var en amerikansk talkshow med inslag av komik och musikaliska gästspel. Värd och namngivare till programmet var sångaren och skådespelaren Dean Martin. Programmet gjordes i nio säsonger mellan åren 1965 och 1974 med totalt 245 avsnitt. Det producerades av TV-bolaget NBC i deras studio i Burbank utanför Los Angeles i Kalifornien. Signaturmelodi var Dean Martins Everybody Loves Somebody som han haft en hit med 1964.

## Historik
Dean Martin fick erbjudandet när han stod på toppen av sin karriär i mitten av 1960-talet. Han hade haft stora framgångar som skådespelare, som scenartist och som sångare. Han ställde därför krav som han inte trodde att NBC skulle gå med på, som förutom de rent ekonomiska bland annat gick ut på att han inte skulle behöva vara närvarande vid repetitioner, att han inte skulle behöva göra några omtagningar och att han skulle få läsa sina repliker direkt från fusklapparna som han hade fullt synliga. Till hans förvåning accepterade NBC kraven och han antog erbjudandet.
Han skapade en image som en whiskypimplande halvfull värd som fumlade med fusklapparna och tappade replikerna men i själva verket var det äppeljuice i det glas han smuttade ur. Hans fumlighet, misstag och räddningarna för att komma på rätt spår blev en del av programmets charm tillsammans med en fysisk humor framför vitsar.

## Återkommande inslag
Dean Martin inledde varje program med att glida ner för en brandstång innan han satte sig till rätta i en barstol med sitt "whiskyglas". Han sjöng vanligtvis två sånger själv per show och därutöver en duett med en av gästerna. Ofta med en humoristisk text. 
Andra återkommande inslag var att Dean Martin försökte få showens pianist Ken Lane att skratta genom att förvränga texten till ett överenskommet nummer. I en del program knackade det på en dörr och när Dean Martin gick och öppnade steg en hemlig gäst på, en gäst som var okänd även för Dean Martin.
Vanligen avslutades showen med att Dean Martin och en gäst spelade upp en sketch eller mimade till inspelningar.